# قائمة الصحفيين الذين قتلوا خلال الحرب المهدية
هذه قائمة بالصحفيين الذين قتلوا خلال حرب المهدية. في المجمل، غطى حوالي 30 مراسلًا حربيًا الحرب خلال الفترة من 1883 إلى 1885. يوجد نصب تذكاري للصحفيين السبعة الذين قتلوا خلال الحملات السودانية بين تلك السنوات في كاتدرائية سانت بول في لندن. قُتل صحفي آخر، لم يتم إدراجه في القائمة، في إحدى المعارك النهائية للحرب عام 1898. كان النصب التذكاري هو أول نصب تذكاري مخصص للصحفيين.

## 1883
- إدموند أودونوفان (مواليد 1844)، صحيفة "The Daily News"، قُتل مع الجنرال ويليام هيكس والأوروبيين الآخرين في معركة الأبيض، من 3 إلى 5 نوفمبر 1883.[1][2][6][7][8]
- فرانك فيزيتلي، رسام، صحيفة "The Graphic"، قُتل في كاشجل، من 3 إلى 5 نوفمبر 1883. كان سابقًا رسامًا خلال الحرب الأهلية الأمريكية، حيث رسم مشاهد من معسكرات الشمال والجنوب.[2][9] تم الإبلاغ خطأً عن كونه الناجي الوحيد وأسيرًا، حتى أكدت التقارير اللاحقة وفاته.[10] بينما قُتل فيزيتلي في الأبيض، إلا أنه لم يكن مع مجموعة هيكس وكان خارج المربع.[8]

## 1884
- فرانك باور، صحيفة "The Times"، سبتمبر 1884.[2] كان الفنان الأيرلندي، أثناء عمله مع صحيفة ناطقة بالألمانية، واحدًا من عدد قليل من الأوروبيين الذين نجوا من قوات معركة الأبيض في نوفمبر 1883 لأنه كان يعاني من الدوسنتاريا ولم يكن مع القوات، واستطاع الهروب بالقارب.[5][7] قُتل باور بعد حوالي عام في سبتمبر عندما كانت المجموعة التي كان معها، بقيادة العقيد ستيوارت، تحاول اختراق حصار.[11][12] كان باور يريد الوصول إلى نقطة يمكنه من خلالها إرسال تقرير إلى صحيفة "The Times".[5] ومع ذلك، توقفت الباخرة وتمت مهاجمة المجموعة.[12]

## 1885
كورتي

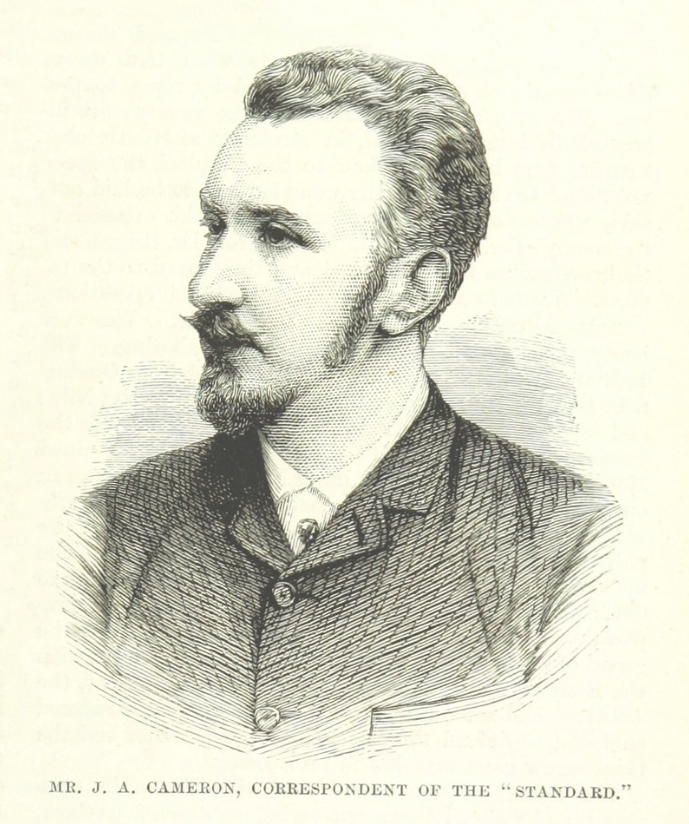
كاميرون

- - الكابتن ويليام هنري جوردون، الذي كان أيضًا مراسلًا لصحيفة "The Manchester Guardian"، توفي بسبب العطش أثناء سفره في الصحراء، بالقرب من كورتي، بعد أن فُقد في 16 يناير 1885.[1][2][13]

متماة: وقعت معركة في متماة بعد أن أقامت القوات البريطانية قاعدة في كورتي وبعد معركة أبو طليح. قُتل اثنان بينما نجا مراسلو الحرب الآخرون من الموت لكنهم أُصيبوا في نفس الهجوم، بما في ذلك بينيت بيرلي، وهاري بيرس، وفريدريك فيليرز.
- سانت ليجر هربرت (أو سانت ليجر ألجيرنون هربرت) (مواليد 16 أغسطس 1850 – 19 يناير 1885)، صحيفة "The Morning Post"، الصحفي الكندي المولد قُتل في معركة في متماة أثناء تغطيته للأعمال العسكرية للجنرال هربرت ستيوارت، الذي أُصيب نفسه في نفس اليوم. قبل يومين كان قد غطى معركة أبو طليح المميتة. كان هربرت من قدامى المحاربين العسكريين وقد تم تكريمه سابقًا لخدمته في معركة تل الكبير في مصر عام 1882.[1][2][16][17]

- جون ألكسندر كاميرون، صحيفة "Standard"، قُتل في 19 يناير 1885 مع سانت ليجر هربرت.[1][2][16][17] كان كاميرون أيضًا مراسل حرب متمرسًا وسبق له أن غطى معركة ماجوبا هيل خلال حرب البوير الأولى (1880-1881).[5]

سواكن
- فرانك ج. إل. روبرتس (فرانك جون روبرتس)، وكالة "رويترز"، قُتل في سواكن، 15 مايو 1885.[2] كان روبرتس أول صحفي في رويترز يُقتل أثناء التغطية الصحفية.[18]

## 1898
- هوبرت هوارد، مراسل حربي لصحيفة "The Times"، قُتل خلال معركة أم درمان في 2 سبتمبر. قُتل بقذيفة من قارب حربي كادت تصيب هربرت كتشنر، قائد القوات البريطانية خلال المعركة.[19]

أقيمت مراسم في 10 يونيو 1888 في كاتدرائية سانت بول لإحياء ذكرى الصحفيين الذين قُتلوا خلال 3 سنوات من الحملات في السودان وتكريس لوحة نحاسية، صممها هربرت جونسون، تسرد أسماء سبعة صحفيين.

## روابط خارجية
- نصب الصحفيين التذكاري في المتحف الصحفي
- جمعية ميليك: الحملات الرئيسية في حروب السودان